# Ostwind
Ostwind ist die geografisch-meteorologische Bezeichnung für einen Wind, der aus östlichen Windrichtungen kommt. Regelmäßige Ostwinde sind die polaren Ostwinde und die äquatornahen tropischen Passate. 
Mitteleuropa liegt in der Westwinddrift, sodass Ostwinde selten sind. Im Winter sind sie meist trocken und kalt, im Sommer meist trocken und warm, weil sie aus dem kontinentalen Kernbereich Europas kommen. Verbunden sind Ostwinde mit kontinentalen, meist stabilen Hochs, sodass Ostwindphasen längerdauernde und großräumige Schönwetterlagen darstellen. Vom Atlantik anrückende Tiefdruckwirbel werden dabei in Westeuropa aufgehalten oder nach Norden abgedrängt.